# 그레그 레인워터

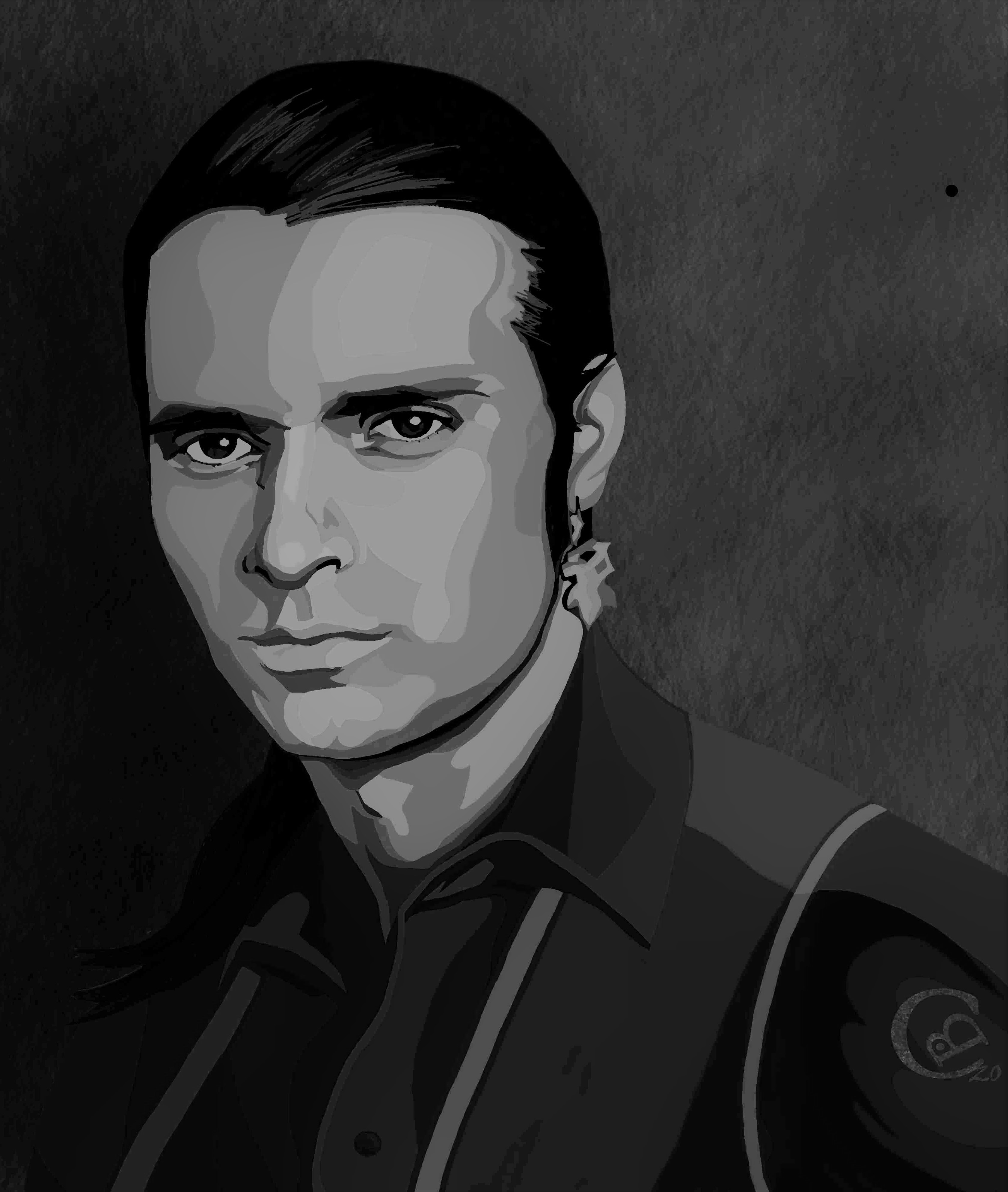

그레그 레인워터(Gregg Rainwater, 1966년 2월 27일 ~ )는 미국의 배우, 텔레비전 배우이다.
플린트에서 태어났다.

## 방송
- 평원의 추적자

## 영화
- 아메리카스 갓 탤런트 (2006년)
- 하우 더즈 애니온 겟 올드? (1999년)
- 스트리트 파이터 (1994년)
- 3x3 아이즈 (1991년)
- 평원의 추적자 (1989년)